# Список станций Пражского метрополитена

Схема линий

Это список станций Пражского метрополитена — системы линий метрополитена в Праге (Чехия).

## Линии и станции

### Линия A(чеш.Linka A)
Путь 1 (чеш. Kolej 1) — направление от станции метро «Немоцнице Мотол» до станции метро «Депо Гостиварж»
Путь 2 (чеш. Kolej 2) — обратное направление от станции метро «Депо Гостиварж» до станции метро «Немоцнице Мотол»
|  | «Немоцнице Мотол» (чеш. Nemocnice Motol)                          | открыта 6 апреля 2015                                                            |
|  | «Петршины» (чеш. Petřiny)                                         | открыта 6 апреля 2015                                                            |
|  | «Надражи Велеславин» (чеш. Nádraží Veleslavín)                    | открыта 6 апреля 2015                                                            |
|  | «Боржиславка» (чеш. Bořislavka)                                   | открыта 6 апреля 2015                                                            |
|  | «Дейвицка» (чеш. Dejvická) (бывш. Ленина чеш. Leninova)           | открыта 12 августа 1978                                                          |
|  | «Градчанска» (чеш. Hradčanská)                                    | открыта 12 августа 1978                                                          |
|  | «Малостранска» (чеш. Malostranská)                                | открыта 12 августа 1978                                                          |
|  | «Староместска» (чеш. Staroměstská)                                | открыта 12 августа 1978                                                          |
|  | «Мустек» (чеш. Můstek) (пересадка на одноимённую станцию Линии B) | открыта 12 августа 1978, колонная трехсводчатая глубокого заложения              |
|  | «Музеум» (чеш. Muzeum) (пересадка на одноимённую станцию Линии C) | открыта 12 августа 1978                                                          |
|  | «Намести Миру» (чеш. Náměstí Míru)                                | открыта 12 августа 1978, пилонная трехсводчатая глубокого заложения              |
|  | «Йиржиго из Подебрад» (чеш. Jiřího z Poděbrad)                    | открыта 19 декабря 1980, пилонная с укороченным центральным залом                |
|  | «Флора» (чеш. Flora)                                              | открыта 19 декабря 1980, пилонная с укороченным центральным залом                |
|  | «Желивскего» (чеш. Želivského)                                    | открыта 19 декабря 1980                                                          |
|  | «Страшницка» (чеш. Strašnická)                                    | открыта 11 июля 1987                                                             |
|  | «Скалка» (чеш. Skalka)                                            | открыта 4 июля 1990                                                              |
|  | «Депо Гостиварж» (чеш. Depo Hostivař)                             | открыта 26 мая 2006, наземная крытая, занимает несколько ячеек одноимённого депо |

### Линия B(чеш.Linka B)
Путь 1 (чеш. Kolej 1) — направление от станции метро «Черны мост» до станции метро «Зличин»
Путь 2 (чеш. Kolej 2) — обратное направление от станции метро «Зличин» до станции метро «Черны мост»
|  | «Зличин» (чеш. Zličín)                                                                                 | открыта 11 ноября 1994                                            |
|  | «Стодулки» (чеш. Stodůlky)                                                                             | открыта 11 ноября 1994                                            |
|  | «Лука» (чеш. Luka)                                                                                     | открыта 11 ноября 1994                                            |
|  | «Лужины» (чеш. Lužiny)                                                                                 | открыта 11 ноября 1994                                            |
|  | «Гурка» (чеш. Hůrka)                                                                                   | открыта 11 ноября 1994                                            |
|  | «Нове Бутовице» (чеш. Nové Butovice) (бывш. Дукельска чеш. Dukelská)                                   | открыта 26 октября 1988                                           |
|  | «Йинонице» (чеш. Jinonice) (бывш. Швермова чеш. Švermova)                                              | открыта 26 октября 1988                                           |
|  | «Радлицка» (чеш. Radlická)                                                                             | открыта 26 октября 1988                                           |
|  | «Смиховске надражи» (чеш. Smíchovské nádraží)                                                          | открыта 2 ноября 1985                                             |
|  | «Андел» (чеш. Anděl) (бывш. Московская чеш. Moskevská)                                                 | открыта 2 ноября 1985, пилонная трехсводчатая глубокого заложения |
|  | «Карлово намести» (чеш. Karlovo náměstí)                                                               | открыта 2 ноября 1985, пилонная трехсводчатая глубокого заложения |
|  | «Народни улица» (чеш. Národní třída)                                                                   | открыта 2 ноября 1985, пилонная трехсводчатая глубокого заложения |
|  | «Мустек» (чеш. Můstek) (пересадка на одноимённую станцию Линии A)                                      | открыта 2 ноября 1985                                             |
|  | «Намести Републики» (чеш. Náměstí Republiky)                                                           | открыта 2 ноября 1985, пилонная трехсводчатая глубокого заложения |
|  | «Флоренц» (чеш. Florenc) (бывш. Соколовска чеш. Sokolovská) (пересадка на одноимённую станцию Линии C) | открыта 2 ноября 1985                                             |
|  | «Кршижикова» (чеш. Křižíkova)                                                                          | открыта 22 ноября 1990                                            |
|  | «Инвалидовна» (чеш. Invalidovna)                                                                       | открыта 22 ноября 1990                                            |
|  | «Палмовка» (чеш. Palmovka)                                                                             | открыта 22 ноября 1990                                            |
|  | «Ческоморавска» (чеш. Českomoravská)                                                                   | открыта 22 ноября 1990                                            |
|  | «Височанска» (чеш. Vysočanská)                                                                         | открыта 8 ноября 1998                                             |
|  | «Колбенова» (чеш. Kolbenova)                                                                           | открыта 8 июня 2001                                               |
|  | «Глоубетин» (чеш. Hloubětín)                                                                           | открыта 17 октября 1999                                           |
|  | «Райска заграда» (чеш. Rajská zahrada)                                                                 | открыта 8 ноября 1998                                             |
|  | «Черны Мост» (чеш. Černý most)                                                                         | открыта 8 ноября 1998                                             |

### Линия C(чеш.Linka C)
Путь 1 (чеш. Kolej 1) — направление от станции метро «Гае» до станции метро «Летняны»
Путь 2 (чеш. Kolej 2) — обратное направление от станции метро «Летняны» до станции метро «Гае»
|  | «Летняны» (чеш. Letňany)                                                                                | открыта 8 мая 2008                                 |
|  | «Просек» (чеш. Prosek)                                                                                  | открыта 8 мая 2008                                 |
|  | «Стршижков» (чеш. Střížkov)                                                                             | открыта 8 мая 2008                                 |
|  | «Ладви» (чеш. Ládví)                                                                                    | открыта 26 июня 2004                               |
|  | «Кобылисы» (чеш. Kobylisy)                                                                              | открыта 26 июня 2004                               |
|  | «Надражи Голешовице» (чеш. Nádraží Holešovice) (бывш. Фучика чеш. Fučíkova)                             | открыта 3 ноября 1984                              |
|  | «Влтавска» (чеш. Vltavská)                                                                              | открыта 3 ноября 1984                              |
|  | «Флоренц» (чеш. Florenc) (бывш. Соколовская чеш. Sokolovská) (пересадка на одноимённую станцию Линии B) | открыта 9 мая 1974                                 |
|  | «Главни надражи» (чеш. Hlavní nádraží)                                                                  | открыта 9 мая 1974                                 |
|  | «Музеум» (чеш. Muzeum) (пересадка на одноимённую станцию Линии A)                                       | открыта 9 мая 1974                                 |
|  | «И. П. Павлова» (чеш. I. P. Pavlova)                                                                    | открыта 9 мая 1974, колонная, мелкого заложения    |
|  | «Вышеград» (чеш. Vyšehrad) (бывш. Готвальдова чеш. Gottwaldova)                                         | открыта 9 мая 1974, наземная, в составе метромоста |
|  | «Пражского восстания» (чеш. Pražského povstání)                                                         | открыта 9 мая 1974                                 |
|  | «Панкрац» (чеш. Pankrác) (бывш. Молодёжная чеш. Mládežnická)                                            | открыта 9 мая 1974                                 |
|  | «Будейовицка» (чеш. Budějovická)                                                                        | открыта 9 мая 1974                                 |
|  | «Качеров» (чеш. Kačerov)                                                                                | открыта 9 мая 1974                                 |
|  | «Розтылы» (чеш. Roztyly) (бывш. Мэра Вацка чеш. Primátora Vacka)                                        | открыта 7 ноября 1980                              |
|  | «Ходов» (чеш. Chodov) (бывш. Строителей чеш. Budovatelů)                                                | открыта 7 ноября 1980                              |
|  | «Опатов» (чеш. Opatov) (бывш. Дружбы чеш. Družby)                                                       | открыта 7 ноября 1980                              |
|  | «Гае» (чеш. Háje) (бывш. Космонавтов чеш. Kosmonautů)                                                   | открыта 7 ноября 1980                              |